# 陳平 (マレーシア)
陳 平（チン・ペン、Chén Píng, 1924年10月21日 - 2013年9月16日）は、マラヤ共産党書記長、本名王 文華 (Ong Boon Hua) である。中国において、策謀家として著名な人物「陳平」の名を借りた。「マラヤの陳平」と呼ばれるアジア現代史の怪人の一人。

## 生涯
経済的には平均的なマラヤの福清に生まれた陳平は、1940年にマラヤ共産党入党後、抗日武装闘争に参加。1947年にマラヤ共産党書記長に就任し、1948年6月より抗英武装闘争を指揮。1955年の自治政府との和平会談が決裂となったことで、マレー・タイ国境に潜伏。幻の軍隊と呼ばれ、これ以降は長く表舞台より姿を消すこととなる。1968年の中国共産党、ベトナム共産党の武装闘争重視路線転向により、マラヤ共産党も活動を活発化させるが、1980年代にはマレーシア政府とマラヤ共産党両者の関係は、話し合いの段階へ移る。1989年12月の和平協定により、「最後のコミュニスト」陳平の闘争は終焉を迎えた。
晩年は亡命先のタイにおいて、故郷への帰還を願っていたが、マレーシア国内では陳平による武力闘争を記憶している者や傷つけられた者も多く、反対勢力の関係から実現しなかった。2009年、タイ政府が旧マラヤ共産党員と同様に陳平の入国も認めるべきと斡旋をした際にも、マレーシア政府と世論は国民感情から拒否すると撥ねつけた。政治のリアリズムとダイナミズムを血肉としているリー・クアンユーは、陳平を高く評価する発言をしている。
敵であったイギリスが陳平を叙勲（ただし後に撤回）する一方、抗日武装闘争におけるマラヤ共産党の役割を評価しない流れはマレーシアでは継続している。この国では共産党は法律上、禁止されている。
2013年9月16日、癌のためバンコクの病院で死去。88歳没。2019年、遺灰が祖国に帰り、故郷ペラ州のチェモール及び近海に散骨された。マレーシア政府は陳平を過去の人として問題にしないと声明を出した。
この風雲児の生涯を綴った自伝 "my side of history"（2003年）がある。